# Айреан (Техас)
Айреан (англ. Iraan) — місто (англ. city) в США, в окрузі Пекос штату Техас. Населення — 1055 осіб (2020).

## Географія
Айреан розташований за координатами 30°54′46″ пн. ш. 101°54′0″ зх. д. / 30.91278° пн. ш. 101.90000° зх. д. (30.912903, -101.900074).  За даними Бюро перепису населення США в 2010 році місто мало площу 1,60 км², уся площа — суходіл.

## Демографія
Згідно з переписом 2010 року, у місті мешкало 1229 осіб у 445 домогосподарствах у складі 335 родин. Густота населення становила 769 осіб/км².  Було 526 помешкань (329/км²).
Расовий склад населення:
| - 79,7 % — білих - 1,9 % — чорних або афроамериканців - 1,2 % — корінних американців - 0,2 % — вихідців з тихоокеанських островів - 0,2 % — азіатів - 14,3 % — осіб інших рас |

До двох чи більше рас належало 2,5 %. Частка іспаномовних становила 53,2 % від усіх жителів.
За віковим діапазоном населення розподілялося таким чином: 29,3 % — особи молодші 18 років, 62,9 % — особи у віці 18—64 років, 7,8 % — особи у віці 65 років та старші. Медіана віку мешканця становила 36,5 року. На 100 осіб жіночої статі у місті припадало 105,5 чоловіків;  на 100 жінок у віці від 18 років та старших — 104,0 чоловіків також старших 18 років.
Середній дохід на одне домашнє господарство  становив 72 357 доларів США (медіана — 60 875), а середній дохід на одну сім'ю — 84 598 доларів (медіана — 66 719). За межею бідності перебувало 7,2 % осіб, у тому числі 13,0 % дітей у віці до 18 років та 0,0 % осіб у віці 65 років та старших.
Цивільне працевлаштоване населення становило 586 осіб. Основні галузі зайнятості: сільське господарство, лісництво, риболовля — 32,1 %, освіта, охорона здоров'я та соціальна допомога — 25,9 %, транспорт — 23,7 %.